# Violetrughoningzuiger
De violetrughoningzuiger (Anthreptes longuemarei) is een zangvogel uit de familie Nectariniidae (honingzuigers).

## Herkenning
De vogel is 13 tot 14 cm lang en weegt 9,8 tot 14 g. Het is een opvallende honingzuiger met een betrekkelijk rechte, in plaats van kromme snavel en een afwijkende kleurstelling. Het mannetje is van onder wit en van boven, dat wil zeggen op de kop, keel, rug en bovenvleugel is hij donkerpaars met een metaalachtige glans. De ondervleugel is donkerbruin. Het vrouwtje is olijfkleurig bruin van boven, daar waar het mannetje paars is en wit van onder, verder naar de buik toe geel. Verder heeft zij een opvallende, smalle lichte wenkbrauwstreep. De poten en snavel zijn donkergroen, bijna zwart gekleurd.

## Verspreiding en leefgebied
Deze soort telt 3 ondersoorten:
- A. l. longuemarei: van Senegal tot zuidelijk Soedan en westelijk Kenia.
- A. l. angolensis: van zuidelijk Congo-Kinshasa en Angola tot Zambia, Malawi en zuidwestelijk Tanzania.
- A. l. nyassae: zuidoostelijk Tanzania, noordelijk Mozambique, oostelijk Malawi en oostelijk Zimbabwe.

Het leefgebied bestaat uit half open bosgebieden, savanne, bos in de buurt van meren, mangrove en tuinen.

## Status
De grootte van de wereldpopulatie is niet gekwantificeerd; de vogel is plaatselijk algemeen, soms wat schaarser. Men veronderstelt dat de soort in aantal stabiel is. Om deze redenen staat de violetrughoningzuiger als niet bedreigd op de Rode Lijst van de IUCN.